# Lunds Stift
 For alternative betydninger, se Lund. (Se også artikler, som begynder med Lund)
Lunds Stift er et stift i Svenska kyrkan. Det var et dansk stift indtil 1658. 

## Historie
Lunds Stift blev oprettet 1060 ved en deling af Roskilde Stift, hvorved man under Lunds bispestol lagde nordvestre Skåne og Halland; af søndre og østre Skåne samt Blekinge og Bornholm dannedes et særskilt stift med bispesæde i Dalby. Efter kort tid – dog ikke før 1067 – forenedes imidlertid Dalby Stift med Lunds. Fra 1104 havde stiftets overhoved som ærkebiskop oversyn over kirken i de tre nordiske riger indtil 1152, da Norge fik sin egen ærkebiskop, og for Sveriges vedkommende til 1164, da Uppsala blev ærkebispesæde, omend selv derefter indtil reformationen, Lunds ærkebiskopper havde krav på overhøjhed over kirken i Sverige. 
Efter den danske erobring af det nordlige Estland blev det der oprettede Reval bispedømme lagt under Lund ærkebispesæde.
Ærkebispen af Lund blev landets rigeste bisp, ikke mindst fordi kongerne gav store mængder af gods og privilegier til ærkebisperne. Under de to første ærkebisper, Asser og Eskil, som begge var af slægten Thrugotsønnerne, førtes af og til en selvstændig politisk kurs i forhold til kongerne, mens de to næste ærkebisper af Hvide-slægten, Absalon og Anders Sunesen var trofaste støtter for Valdemarstidens konger. Fra 1254 til 1319 kæmpede derimod Jakob Erlandsen, Jens Grand og Esger Juul med få års mellemrum for så vidt muligt at frigøre ærkebispen og kirken fra kongens overhøjhed. Senmiddelalderens ærkebisper var som regel udnævnt på kongelig foranledning og samarbejdede da sædvanligvis loyalt med kongen, om end de også besad hovedroller i rigsrådet og dermed i dettes politik over for kongemagten. Embedet som ærkebisp blev afskaffet med reformationen i 1536.
Ærkebispens særlige embedstegn var palliet, et hvidt bånd af uld besat med seks sorte kors, som han personligt skulle afhente hos paven i forbindelse med sin udnævnelse. Hans særlige opgaver var at indvie de andre bisper i kirkeprovinsen, at føre tilsyn med dem, at sørge for at afholde provinsialsynoder, lovgivende forsamlinger for hele kirkeprovinsen, samt at dømme i retssager, der blev appelleret fra de undergivne bispers domstole. Derudover passede ærkebispen embedet som bisp i det bispedømme, der var underlagt hans myndighed .
Fra 1537 bar stiftets overhoved titlen superintendent, men fik atter i 1611 titel af biskop. 1645 udskiltes Halland og 1660 Bornholm fra stiftet. 
1678-1680 tilhørte østre Blekinge Kalmar stift.